# Maamora (Saïda)
Pour les articles homonymes, voir Maamora.
Maamora est une commune de la wilaya de Saïda en Algérie.